# بوته آهنگری

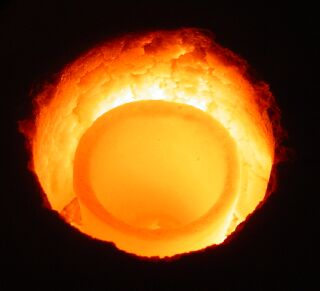
ذوب طلا در یک بوته گرافیتی

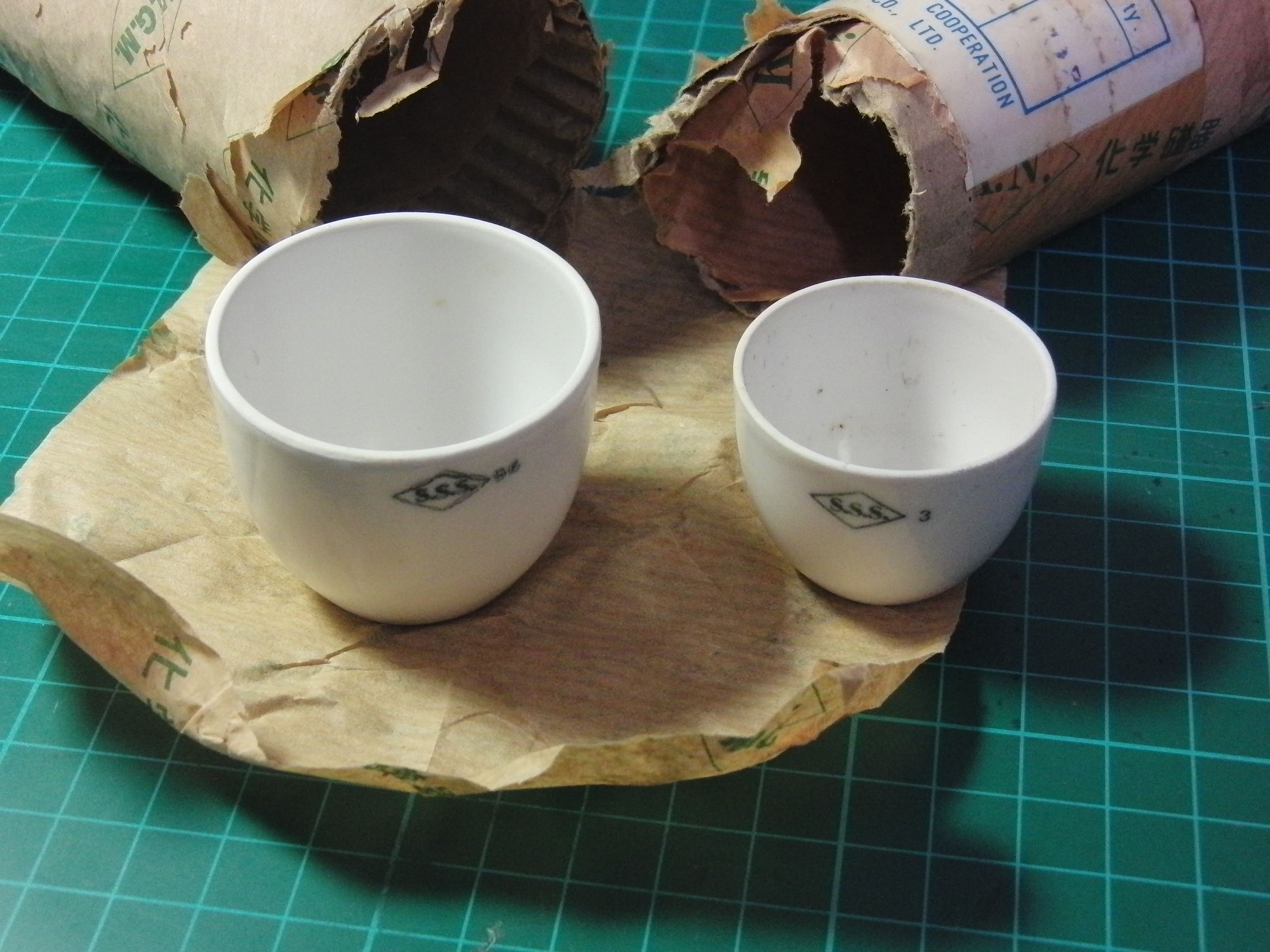
دو نمونه بوته چینی

بوته، بوته چینی، بوته آهنگری یا کروزه چینی (به انگلیسی: Crucible) ظرف یا محفظه ای فلزی یا سرامیکی است که می‌توان در آن فلزات یا سایر مواد را ذوب کرد یا تحت دماهای خیلی بالا قرار داد. با اینکه به صورت سنتی این بوته‌ها از خاک رس ساخته می‌شدند، آنها را می‌توان از هر ماده ای که دمای خیلی زیاد را تحمل می‌کند ساخت. برای مثال آلومینا، کوارتز، گرافیت، کرندوم.
بوته ظرفی به شکل مخروط ناقص است که از ماده‌ای نسوز، عموماً گرافیت یا کاربید سیلیکون، ساخته شده باشد و برای استفاده در دمای بالا به کار رود.
این ابزار می‌تواند چینی، گرافیتی و سفالی باشد. از این ابزار برای تعیین آب تبلور نمک‌ها، ذوب مواد با دمای ذوب بالا و همچنین در شیمی تجزیه برای خشک کردن یا پخت مواد در کوره استفاده می‌شود.
بوته‌های چینی بر روی پایه‌هایی در دسیکاتور قرار گرفته و برای جلوگیری از اتلاف انرژی، در دسیکاتور با روغنی چفت می‌شود و باعث می‌شود دمای بسیار بالایی در دسیکاتور ایجاد شود.
بوته‌های آهنگری در طول تاریخ با مواد مختلفی ساخته‌شده‌اند. در گذشته بیشتر از جنس خاک رس بوده‌اند ولی امروزه بوته‌های آهنگری را از جنس فولاد یا سرامیک می‌سازند و از آنها برای انتقال مذاب در دمای بالا استفاده می‌کنند. جنس بوته‌های آهنگری باید به گونه‌ای باشد که در دمای بالا، یعنی در دمایی که فلز مذاب است، ذوب نشود.

## تاریخچه
قدیمی‌ترین بوته‌های آهنگری یافته‌شده مربوط به هزارهٔ پنجم و ششم قبل از میلاد مسیح بوده و مربوط به اروپای شرقی و ایران است.

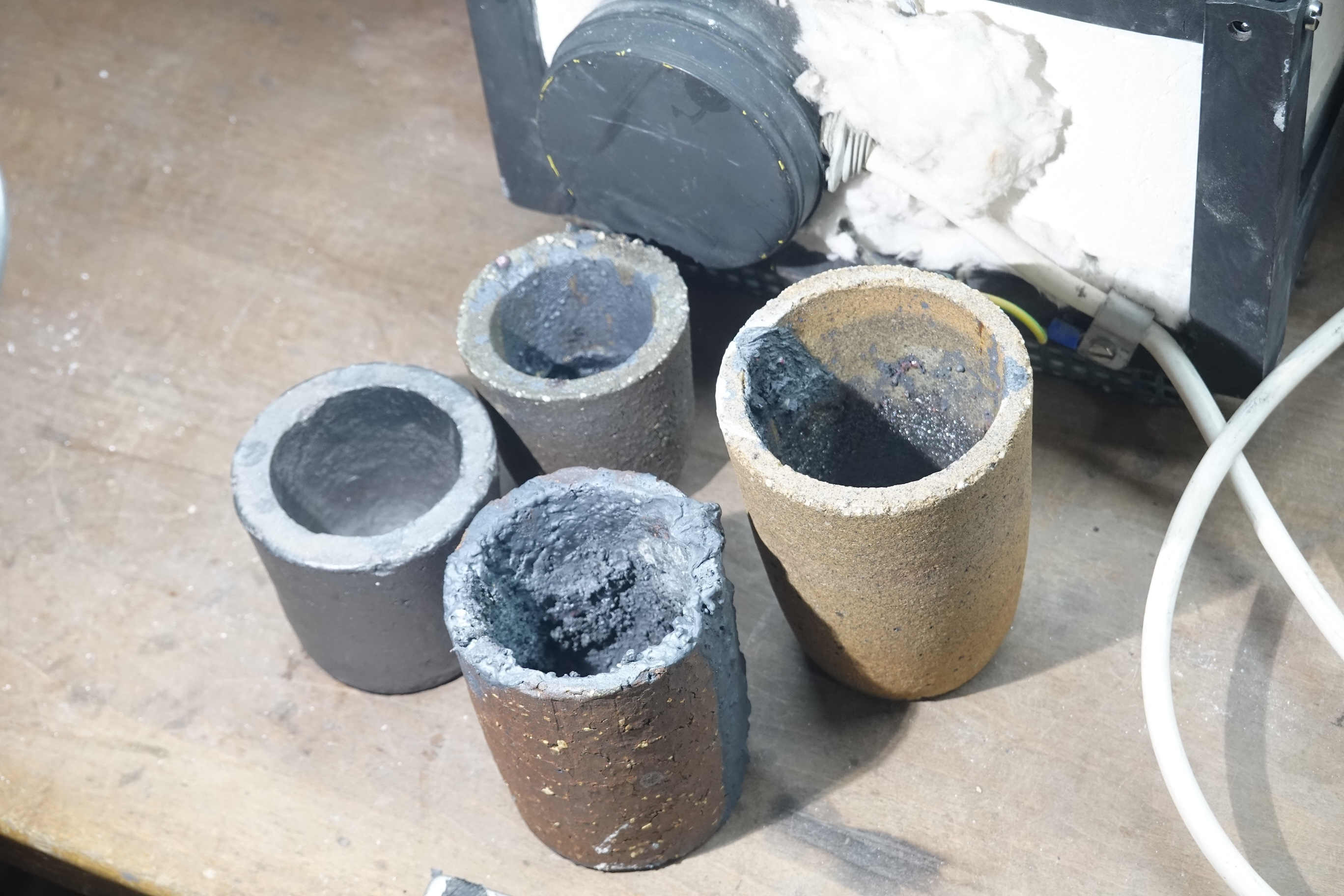
بوته‌های گرافیتی کوچک برای ذوب فلز مس

در دورهٔ کالکولیتیک، بوته‌های آهنگری به کمک لوله‌های دمنده گرم می‌شده‌اند. در این زمان از بوته‌های کم عمق ساخته‌شده از خاک رس برای ذوب مس استفاده می‌کرده‌اند. این بوته‌های آهنگری معمولاً از جنس نسوز نبوده و با سایر سرامیک‌های آن زمان تفاوتی نداشته‌اند. در زمان کالکولیتیک بوته‌های آهنگری تغییرات جزئی‌ای کردند که باعث شد بتوان راحت‌تر آن‌ها را حمل کرده و ریخته شوند.
عمل ریخته‌گری فلز به دوره‌های بسیار دور باستان بازمی‌گردد. به طوری که بوته‌های آهنگری پیدا شده در اردن نشان می‌دهد که آن‌ها با ایجاد تغییراتی در دستگیرهٔ بوتهٔ آهنگری حمل و نقل آن را ساده‌تر کرده‌بودند. در این مناطق از بوته‌های آهنگری بیشتر برای جداسازی ناخالصی از سنگ معدن فلزات استفاده می‌شده است.

## انواع دیگری از بوته
بوته‌ها امروزه بیشتر برای نگهداری ترکیبات شیمیایی در دمای بالا و در آزمایشگاه‌ها استفاده می‌شود. این بوته‌ها اندازه‌های مختلفی داشته و معمولاً دارای درپوش نیز هستند. آن‌ها هنگامی که گرم می‌شوند، در یک مثلث رس لوله‌ای نگهداری می‌شوند که خود در بالای سه‌پایه نگهداری می‌شود.
بوته‌ها همچنین در تجزیه و تحلیل شیمیایی (تجزیه و تحلیل جرم آنالیت و مشتقات آن) مورد استفاده قرار می‌گیرند. در تجزیه و تحلیل شیمیایی وزنی، نمونه یا محلول را روی کاغذ صافی مخصوص می‌ریزند تا رسوبات از محلول یا نمونهٔ مورد نظر جدا شود. بوته و درب آن را روی ترازو می‌گذارند و جرم بوتهٔ خالی به همراه درب آن را اندازه می‌گیرند.

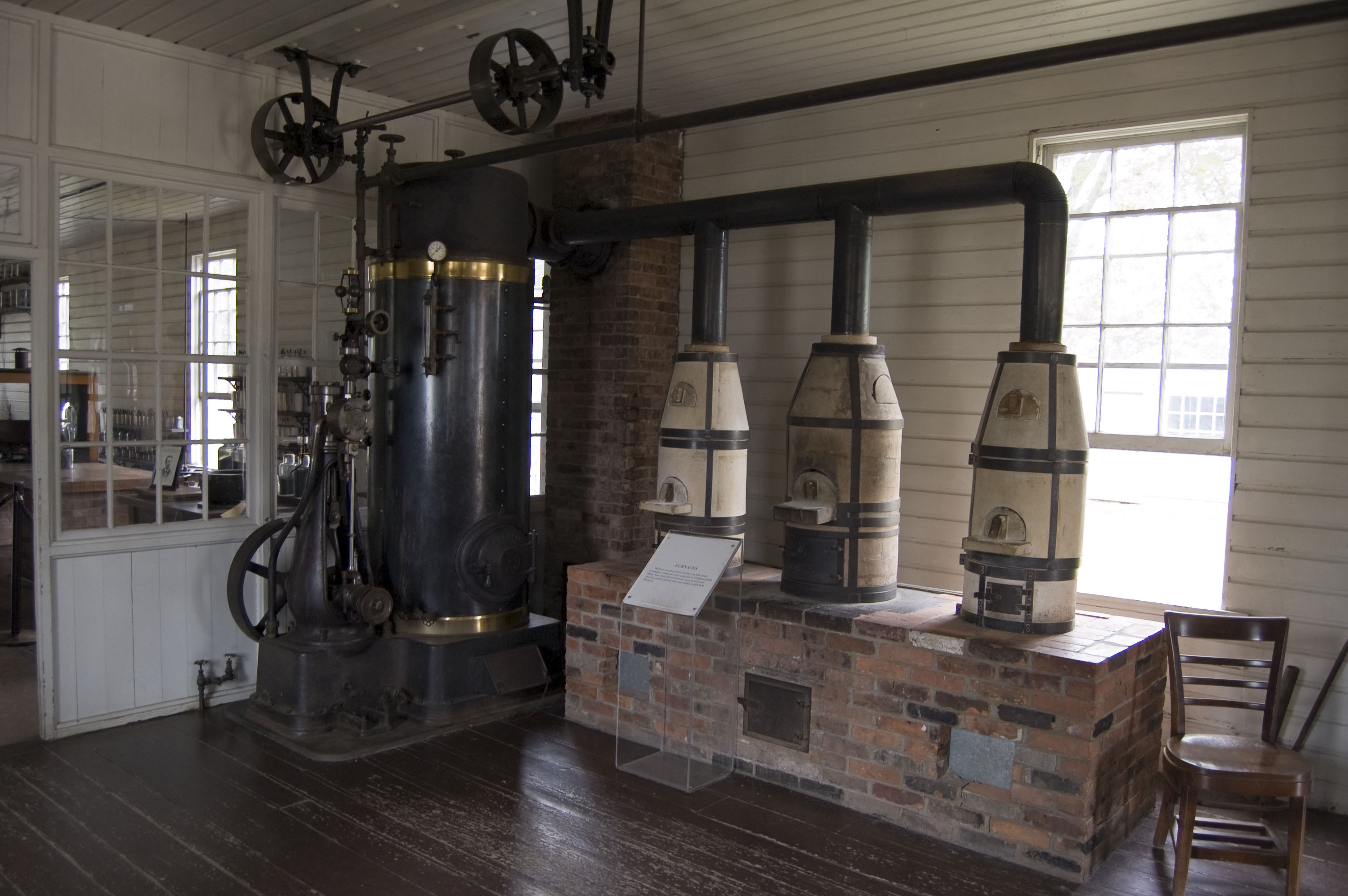
بوته‌های استفاده شده در آزمایشگاه توماس ادیسون

سپس مواد جداشده به همراه کاغذ صافی بر روی بوته قرار می‌گیرد و گرم می‌شود تا مواد فرار و رطوبت باقی مانده از آن جدا شود. در این مرحله از فرایند پس از گرما دادن، کاغذ صافی نیز به طورکامل می‌سوزد. بوته به همراه در و محتویات آن در یک desiccator خنک می‌شوند. پس از اینکه بوته با دمای اتاق همدما شد، جرم آن را با ترازو اندازه می‌گیرند، در دمای بالا جریان هوای اطراف ترازو باعث می‌شود تا عدد نشان داده‌شده اشتباه باشد. جرم بوتهٔ خالی به همراه در آن از مقدار اندازه‌گیری شده کم می‌شود تا جرم خالص محتویات باقی‌مانده در بوته به دست آید.
نوع دیگری از بوته‌ها، بوتهٔ گوچ نامیده می‌شوند. این بوته‌ها به افتخار مخترع آن، فرانک آستین گوچ به این نام گوچ نام گذاری شده‌اند. در کف بوته‌های گوچ سوراخ‌های ریزی وجود دارد که بیشتر برای فیلتراسیون مورد استفاده قرار می‌گیرد.

## بوته‌های آهنگری در گذشته
در عصر آهن و برنز بوته‌های آهنگری بیشتر برای ذوب مس و قلع و ترکیب کردن آن‌ها برای تولید برنز استفاده می‌شده است.
در روم باستان نوآوری‌های بر روی بوته‌ها صورت گرفت که با استفاده از آن می‌توانستند آلیاژهایی جدید را تولید کنند. در این زمان و دوره شکل بوته‌های آهنگری و نحوهٔ ذوب و گرمایش آن‌ها تغییر کرد. بوته‌ها به جای شکل گرد و نوک تیز بیشتر به شکل مخروطی ساخته می‌شدند و برخلاف بوته‌های گذشته که شکل نامنظمی داشتند و از بالا گرم می‌شدند، این بوته‌ها از پایین گرم می‌شدند. در برخی موارد این بوته‌ها دیواره‌های نازک‌تری داشته و خاصیت نسوز بودن داشته‌اند.
در زمان روم باستان از فرایند cementation برای ساخت برنج استفاده می‌کرده‌اند. در این فرایند، از ترکیب یک فلز و یک گاز برای تولید آلیاژ استفاده می‌شده است. برنج از ترکیب مس و اکسید روی ساخته می‌شود. در این فرایند، دما تا ۹۰۰ درجهٔ سلسیوس بالا می‌رود و اکسید روی به گاز تبدیل و تبخیر می‌شود و سپس این گاز با مس مذاب ترکیب شده و پس از سردشدن آلیاژ برنج را می‌سازند.
واکنش فلز برنج باید در ظرفی در بسته انجام شود، اگر واکنش در ظرف در بسته نباشد، بخارات روی می‌توانند خارج شده و در واکنش شرکت نکنند؛ بنابراین باید از بوته‌هایی استفاده کرد که دارای درپوش بوده تا از خروج گاز روی از روی سطح مس مذاب جلوگیری کند. رومیان به کمک این بوته‌های در بسته می‌توانستند فضای مناسب برای انجام واکنش میان مس و بخار اکسید روی را ایجاد کنند تا آلیاژ مورد نظر ساخته شود.
در زمان قرون وسطی از بوته‌های آهنگری برای برای ساخت مس و آلیاژهای مس مانند برنز استفاده می‌شد. این بوته‌های آهنگری دارای دیواره‌های نازک و همچنین کف مسطح بودند که بتوانند به راحتی در داخل کوره قرار گرفته و حرارت ببینند. در اواخر قرون وسطی با آمدن سرامیک‌ها، بوته‌های آهنگری ساخته‌شده نیز تغییر کردند.
در قرون وسطی فناوری ساخت آلیاژ برنج تغییر زیادی نکرد و با همان بوته‌های در دار گذشته مردم آلیاژ برنج تولید می‌کردند. روند انجام فرایند سیمان‌کاری نیز در زمان قرون وسطی همچون بوته‌های آهنگری تغییر چندانی نکرد.
در قرون وسطی مردم به فناوری ساخت فولاد دست یافتند و بوته‌های آهنگری‌ای برای ساخت فولاد درست کردند. اولین نمونهٔ فولاد ساخته‌شده نیز، فولاد ووتز بود که در هند امروزی به کمک بوته‌های آهنگری و فرایند cementation ساخته‌شد.
در اواخر قرون وسطی فناوری ساخت فولاد از هند به ازبکستان امروزی برده‌شد و بوته‌های آهنگری خاصی در این منطقه ساخته‌شدند. این بوته‌های آهنگری از خاک رس و شن ساخته می‌شدند. در این بوته‌ها فعالیت cementation انجام می‌شد و برای خروج گازهای اضافی و کاهش فشار، سوراخ‌هایی در بالای در بوته گذاشته شده‌بود.
پس از قرون وسطی نیز بوته‌های آهنگری و ذوب ساخته‌شده توسط انسان‌ها پیشرفت کرده و بهتر شدند. بیشترین نوع بوتهٔ مورد استفاده در دوران پس از قرون وسطی، بوته‌های هسی (هسن) بودند که در منطقهٔ هسن در آلمان امروزی ساخته می‌شدند.

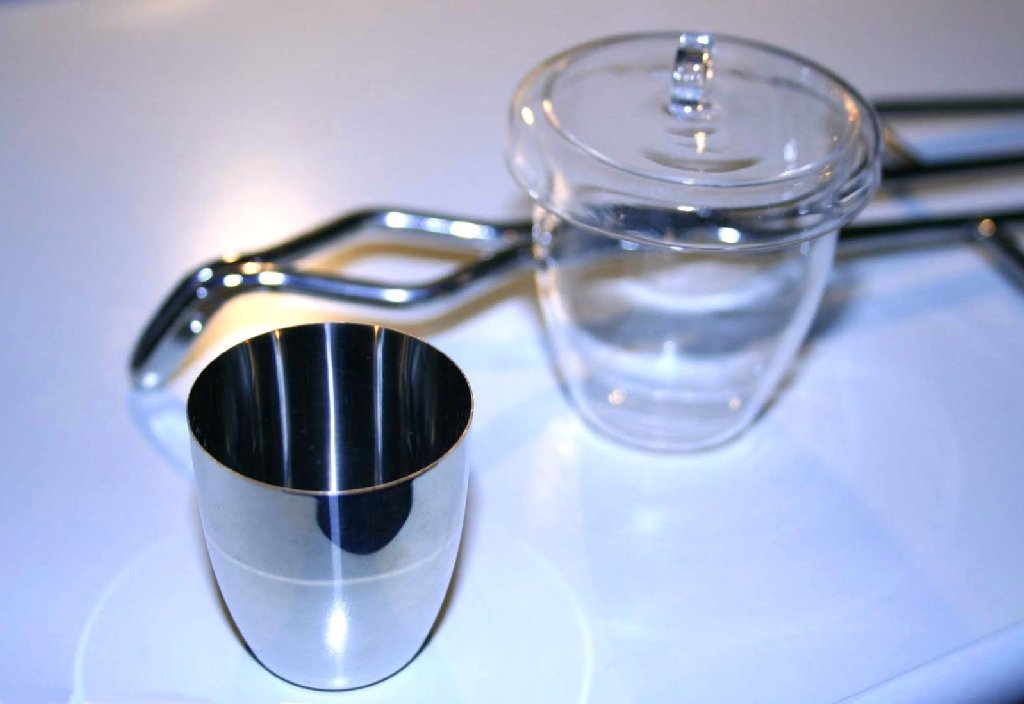
بوته‌های از جنس پلاتین و کوارتز

بوته‌های هسی ظروف مثلثی شکل هستند که درون قالب و با استفاده از خاک رس دارای آلومینیوم اکسید بالا ساخته می‌شدند و با ماسه و کوارتز خالص مخلوط می‌شده‌اند. در دوران قرون وسطی آلمانی‌ها در ساخت بوته‌های آهنگری پیشرفت چشمگیری کرده‌بودند. آنها علاوه بر ساخت بوته‌های هسی، در جنوب آلمان بوته‌های گرافیتی نیز می‌ساختند که ساختاری ظاهری‌شان شبیه بوته‌های هسن بوده است.
پس از قرون وسطی و در اروپا، با استفاده از بوته‌های خاصی فرایند قالکاری یا همان cupellation انجام می‌دادند. در آن زمان از فرایند قالکاری برای جدا کردن فلزات پایه از فلزات نجیب استفاده می‌کردند. از ظروف دیگری که برای این فرایند توسط اروپاییان استفاده می‌شده می‌توان به ظروف اسکوریفایر اشاره کرد. این ظروف بیشتر برای جداسازی سرب استفاده می‌شده‌اند.
امروزه صنعت ساخت بوتهٔ آهنگری پیشرفت زیادی کرده است و مثلاً بوته‌های ساخته شده از جنس سیلیکون کاربید می‌توانند تا دمای ۲۰۰۰ درجهٔ سانتیگراد را تحمل کنند و از آن‌ها برای ذوب آلیاژهای آهنی مورد استفاده قرار می‌گیرد. مواد آلیاژی ریخته‌گری در جنس بوتهٔ ساخته شده تاثیرگذارند و بوتهٔ آهنگری نباید با مواد مذاب درون خود واکنش شیمیایی انجام دهد.